# Центральный детский парк имени Максима Горького (Минск)
Центральный детский парк им. Максима Горького (бел. Цэнтральны дзiцячы парк iмя Максiма Горкага)— парк культуры и отдыха в центре Минска недалеко от Площади Победы. Расположен между улицами Янки Купалы, Фрунзе, Первомайской и проспектом Независимости и на сегодняшний день занимает площадь в 28 га.

## История парка

### Основание парка. До революции.
Парк основан в 1805 году первым губернатором Минска Корнеевым З. А. и первоначально назывался как Губернаторский сад, в честь основателя парка. Парк являлся первым общественным местом отдыха в Белоруссии. Это был большой парк с клумбами, аллеями и искусственными каналами. Его площадь составляла около 18 га. Вдоль его живописных аллей стояли скамейки, на которых можно было спокойно присесть отдохнуть в тени деревьев. На одном из парковых столбов было высечено на латыни: «Post laborem requies» (после работы — отдых).
В конце XIX века в парке появился первый стадион с велотреком, площадки для лаун-тенниса, крокета, кегельбана. Можно было взять напрокат велосипед, а для детей устраивались гимнастические занятия и детские праздники. Напитки в парке продавались исключительно безалкогольные: минеральная вода, молоко, кефир, чай, кофе.

### После революции
После Октябрьской революции 1917 года и образования БССР парк получает название в духе того времени — «Профинтерн». И с 1936 года за парком закрепляется название — «парк имени Максима Горького», как дань новой традиции называть парки культуры и отдыха в крупнейших городах СССР именем этого великого пролетарского писателя.

### Послевоенное время
Во время Великой Отечественной войны, жилые кварталы, находящиеся близ Свислочи, были разрушены, и появилась возможность расширить территорию парка. Среди исчезнувших кварталов находился и дом, где в 1927—1941 годах жил народный писатель Якуб Колас. Сейчас на этом месте одноэтажный кирпичный домик — здание администрации парка, с мемориальной табличкой, что на этом месте стоял дом этого поэта и писателя.
Послевоенная реконструкция парка производилась по проекту архитектора И. Руденко. Он же проектировал и соседний «парк Янки Купалы». В парке появились разнообразные зоны отдыха для детей и взрослых, новые аттракционы, ряд павильонов. Даже был построен летний кинотеатр, который так и назывался — «Летний», он стоял недалеко от главного входа. Приведён в порядок стадион, единственный уцелевший в Минске (сегодня используется в основном для игры и проведения чемпионатов по хоккею на траве. С 1945 года на нём проходят матчи всесоюзного чемпионата по футболу. У минских болельщиков появилась возможность увидеть свою команду в играх с профессионалами советского футбола. Зимой стадион превращался в ледовую площадку. В начале 1970-х на нём проходили хоккейные матчи.
В 1960 году парк полностью становится детским и за ним закрепляется его сегодняшнее название: «Центральный детский парк им. Максима Горького». Разработан новый генеральный план парка архитекторами: Л. Усова, В. Вараксин, В. Геращенко. Свислочь получает новую набережную, через неё перекинулся пешеходный мостик. Были реконструированы аллеи и возведены новые павильоны. При стадионе появился спортивный павильон и комплекс площадок. Отдельно добавлены новые и разнообразные аттракционы для детей. На возвышении построено здание учебного планетария, обсерватории и метеорологической станции. Дополнительно высажены деревья, кустарники и цветы.
В начале 1970-х годов, в результате пожара, сгорает летний кинотеатр. На месте бывшего велотрека возводится крытый каток (сегодня это ледовый дворец, где проходят матчи чемпионата Беларуси по хоккею). Каток был построен по проекту архитекторов Ю. Григорьева и В. Бабашкина. Открыт в 1976 году. В его комплекс вошли хоккейное поле с трибунами для зрителей на 1300 мест, поле для тренировок юных хоккеистов и фигуристов, залы хореографии и тяжелой атлетики. Переделана по более современному эстрада, появились горки для любителей роликовых коньков, тир, реконструировано освещение аллей. Завершается реконструкция входных арочных ворот парка со стороны Площади Победы, которые служат и сегодня визитной карточкой парка. В парке проводятся детские праздники, выставки, концерты, работают кружки, школа фигурного катания, в тире — секция стрельбы из малокалиберного оружия, шахматный клуб «Сланяня».
В 1955 году, недалеко от центрального входа, был установлен памятник Максиму Горькому который был в виде монумента на котором стоял писатель. В 1981 году был открыт новый памятник Горькому где он сидит на импровизированной скамейке.

## Парк сегодня
Сегодняшний парк занимает площадь в 28 гектаров. В парке растёт более 60 местных пород деревьев и кустарников. Здесь имеются и редкие садово-парковые растения — кедровая сосна, сосна Веймутова, пихта калифорнийская, лиственница европейская, клёны полевой и серебристый, а также и некоторые другие. Сохранились декоративные группы лип и кленов, которым более ста лет.
Сегодня в парке действуют аттракционы: Колесо обозрения,Автодром, Сюрприз, Шариковый бассейн, Колокольчик, Солнышко, Детские качели, Лодочки, Цепочная карусель, Детские качели и другие. Гордость парка — обзорное «Колесо обозрения», высотой 54 метра, с которого минчане и гости столицы могут осмотреть город с высоты.
Самые маленькие могут покататься на детских электромобилях и мотоциклах. Дети постарше и взрослые — на Сатурне, Ракушках (Вальс), Спруте, Орбите, Ромашке и другие. Можно покататься на прогулочном поезде, прокатиться на катере по Свислочи.
Помимо нового Колеса обозрения, весной 2003 года установлено ещё четыре новых аттракциона. Установлены прыжки на батуте, появилась «Комната страха», а также и «Комната смеха».
Дорожки парка вымощены тротуарной плиткой, установлены новые, стилизованные под старину фонари, скамейки, и урны для мусора. С октября 2003 года Центральный детский парк имени Горького объявлен зоной, свободной от табака.
В парке можно покормить уток, которых много и в Свислочи, и в речушках парка, и в пруду возле стадиона. Нередко в парке можно увидеть и белок.

### Флора
Тополя — высажены в конце XIX века у реки
Три ольхи (по полтораста лет).
Сосны — начало XIX века (на холме, ближе к улице Первомайской.
До революции здесь стали строить электростанцию, когда и была потеряна самая красивая и богатая часть парка
Во время войны использовался на дрова.

## Галерея
- Колесо обозрения (54м)
- Обсерватория (на переднем плане) и колесо
- Аттракцион “Колобок”
- Детская площадка (на заднем плане “Тир” и “Замок ужаса”)
- Детские горки “Дикий поезд”
- Детские карусели
- Детские карусели
- Детское “Колесо обозрения”
- Детские карусели
- Карусели
- Крытый каток
- Пруд с утками
- Главный вход зимой
- Памятник Корнееву З.Я. в парке
- Табличка на памятнике Корнееву З.Я.
- Минский планетарий
- Обсерватория
- Поезд
- Катер